# Liste der Monuments historiques in Brélès
Die Liste der Monuments historiques in Brélès führt die Monuments historiques in der französischen Gemeinde Brélès auf.

## Liste der Bauwerke
| Bezeichnung           | Beschreibung                              | Standort | Kennzeichnung | Schutzstatus | Datum | Bild           |
| --------------------- | ----------------------------------------- | -------- | ------------- | ------------ | ----- | -------------- |
| Château de Kergroadès | Schloss, erbaut 1602                      | (Lage)   | PA00089844    | Classé       | 1995  | weitere Bilder |
| Manoir de Bel-Air     | Herrenhaus, erbaut im 16./17. Jahrhundert | (Lage)   | PA00090484    | Classé       | 1993  | weitere Bilder |

## Liste der Objekte
- Monuments historiques (Objekte) in Brélès in der Base Palissy des französischen Kultusministeriums